# Luigi da Porto

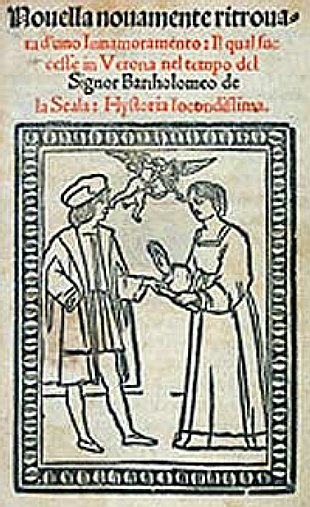
Die Titelseite der Originalausgabe von "Romeo und Giulietta"

Luigi Da Porto (* 10. August 1485 in Vicenza; † 10. Mai 1529 ebenda) war ein italienischer Autor. Er war der Verfasser der Novelle Romeo und Julia, die William Shakespeare in ein Drama umschrieb.

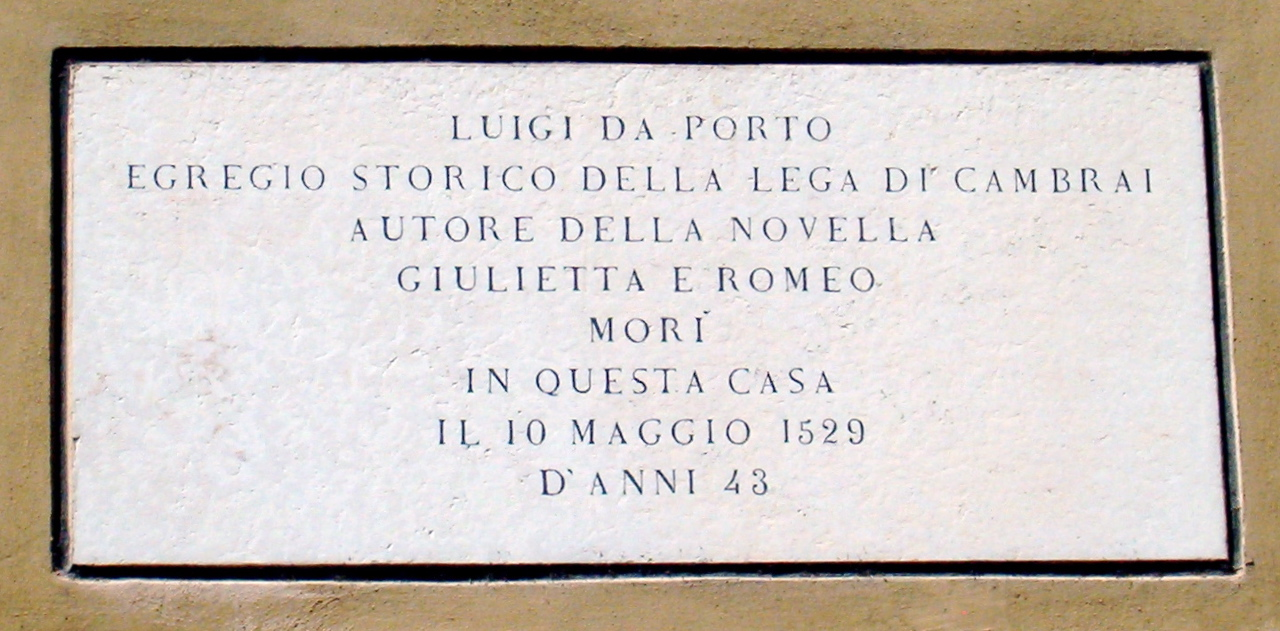
Gedenktafel in Vicenza

Da Porto schrieb die Novelle in seiner Villa in Montorso Vicentino nahe Vicenza. Der Titel lautete Historia novellamente ritrovata di due nobili amanti („Neu geschriebene Geschichte von zwei noblen Liebenden“), veröffentlicht um 1530. Über den Ursprung der Geschichte der zwei unglücklich Liebenden wird gestritten, wobei Da Porto wahrscheinlich durch eine Geschichte von Masuccio Salernitano, auch Mariotto e Ganozza genannt, inspiriert wurde, in welche er viele neue Elemente einführte. Diese wurden in Shakespeares Drama wiederverwendet.
Da Porto siedelte die Geschichte in Verona (damals eine strategisch wichtige Stadt für Venedig), in der Zeit von Bartolomeo I. della Scala (1301–1304) an. Die Namen Romeus (später Romeo) und Giulietta (Juliet im Englischen, Julia im Deutschen) stammen von ihm. Er schuf auch die Charaktere Mercutio, Tybalt, Laurenzo und Paris.